# Лавриківська сільська рада
| Лавриківська сільська рада — орган місцевого самоврядування у Жовківському районі Львівської області з адміністративним центром у с. Лавриків. Історична дата утворення: в липні 1944 року. Водоймища на території, підпорядкованій даній раді: річки Біла, Угриня. Сільській раді підпорядковані населені пункти: - с. Лавриків - с. Бабії - с. Віхті - с. Городжів - с. Кіпті - с. Мавдрики - с. Окопи - с. Панчищини |

## Склад ради
Рада складається з 16 депутатів та голови.

### Керівний склад ради
| ПІБ                           | Основні відомості                                                             | Дата обрання | Дата звільнення |
| ----------------------------- | ----------------------------------------------------------------------------- | ------------ | --------------- |
| Поріцький Тарас Володимирович | Сільський голова, 1970 року народження, освіта, безпартійний                  | 26.03.2006   | 31.10.2010      |
| Поріцький Тарас Володимирович | Сільський голова, 1970 року народження, освіта незакінчена вища, безпартійний | 31.10.2010   |                 |

Примітка: таблиця складена за даними джерела